# Barygenys
Barygenys är ett släkte av groddjur. Barygenys ingår i familjen Microhylidae.
Arterna förekommer främst i bergstrakter i Papua Nya Guinea samt på den tillhörande ögruppen Louisiaderna. Kanske når släktet fram till den indonesiska delen av Nya Guinea.
Arter enligt Catalogue of Life:
- Barygenys atra
- Barygenys cheesmanae
- Barygenys exsul
- Barygenys flavigularis
- Barygenys maculata
- Barygenys nana
- Barygenys parvula

Amphibian Species of the World, an Online Reference listar dessutom följande arter:
- Barygenys apodasta
- Barygenys resima